# Gare de Vendeuvre (Aube)
Gare de Vendeuvre (Aube) – przystanek kolejowy w Vendeuvre-sur-Barse, w departamencie Aube, w regionie Grand Est, we Francji. Jest zarządzany przez SNCF (budynek dworca) i przez RFF (infrastruktura). 
Przystanek jest obsługiwany przez pociągi Intercités i TER Champagne-Ardenne. 

## Położenie
Znajduje się na linii Paryż – Miluza, w km 198,965, między stacjami Troyes i Bar-sur-Aube, na wysokości 167 m n.p.m.

## Linie kolejowe
- Paryż – Miluza